# Luigi Miraglia (politico)
Luigi Miraglia (Reggio Calabria, 31 maggio 1846 – Napoli, 23 settembre 1903) è stato un giurista, filosofo e politico italiano, senatore del Regno nella XXI Legislatura.

## Biografia
Nacque a Reggio Calabria da don Carmine e donna Rosa Masci. Si laureò all'Università di Napoli, dopodiché insegnò filosofia del diritto nella stessa università, ed economia politica alla Scuola superiore di agricoltura di Portici.
Seguì una corrente di pensiero eclettica, ad esso contemporanea, che mirava all'integrazione di pratiche giuridiche ed ispirazioni filosofiche. Fu sindaco di Napoli dal 30 novembre del 1901 fino al giorno della sua scomparsa, avvenuta due anni dopo.

## Pubblicazioni
Tra le più famose si ricordano:
- Condizioni storiche e scientifiche del diritto di preda (Napoli, 1871);
- I principî fondamentali dei diversi sistemi di filosofia del diritto e la dottrina etico-giuridica di G. F. Hegel (Napoli, 1873);
- Filosofia del diritto (2ª ed., Napoli, 1893).